# National Register of Historic Places in Nevada

Karte der Countys von Nevada und Verteilung der NRHP-Einträge

Diese Tabelle enthält alle Listen, in denen die Einträge im National Register of Historic Places in den 16 Countys des US-amerikanischen Bundesstaates Nevada aufgeführt sind:

## Anzahl der Objekte nach County
|       | \| \| County \| Liste der Einträge in das NRHP im County \| Anzahl \| \| ----- \| ----------- \| ---------------------------------------- \| ------ \| \| 1 \| Carson City \| NRHP-Einträge in Carson City \| 44 \| \| 2 \| Churchill \| NRHP-Einträge im Churchill County \| 21 \| \| 3 \| Clark \| NRHP-Einträge im Clark County \| 59 \| \| 4 \| Douglas \| NRHP-Einträge im Douglas County \| 25 \| \| 5 \| Elko \| NRHP-Einträge im Elko County \| 6 \| \| 6 \| Esmeralda \| NRHP-Einträge im Esmeralda County \| 1 \| \| 7 \| Eureka \| NRHP-Einträge im Eureka County \| 1 \| \| 8 \| Humboldt \| NRHP-Einträge im Humboldt County \| 14 \| \| 9 \| Lander \| NRHP-Einträge im Lander County \| 13 \| \| 10 \| Lincoln \| NRHP-Einträge im Lincoln County \| 9 \| \| 11 \| Lyon \| NRHP-Einträge im Lyon County \| 10 \| \| 12 \| Mineral \| NRHP-Einträge im Mineral County \| 4 \| \| 13 \| Nye \| NRHP-Einträge im Nye County \| 53 \| \| 14 \| Pershing \| NRHP-Einträge im Pershing County \| 9 \| \| 15 \| Storey \| NRHP-Einträge im Storey County \| 12 \| \| 16 \| Washoe \| NRHP-Einträge im Washoe County \| 81 \| \| 17 \| White Pine \| NRHP-Einträge im White Pine County \| 20 \| \| Summe \| Summe \| Summe \| 376 1 \| |                                          |        |
|       | County | Liste der Einträge in das NRHP im County | Anzahl |
| 1     | Carson City | NRHP-Einträge in Carson City             | 44     |
| 2     | Churchill | NRHP-Einträge im Churchill County        | 21     |
| 3     | Clark | NRHP-Einträge im Clark County            | 59     |
| 4     | Douglas | NRHP-Einträge im Douglas County          | 25     |
| 5     | Elko | NRHP-Einträge im Elko County             | 6      |
| 6     | Esmeralda | NRHP-Einträge im Esmeralda County        | 1      |
| 7     | Eureka | NRHP-Einträge im Eureka County           | 1      |
| 8     | Humboldt | NRHP-Einträge im Humboldt County         | 14     |
| 9     | Lander | NRHP-Einträge im Lander County           | 13     |
| 10    | Lincoln | NRHP-Einträge im Lincoln County          | 9      |
| 11    | Lyon | NRHP-Einträge im Lyon County             | 10     |
| 12    | Mineral | NRHP-Einträge im Mineral County          | 4      |
| 13    | Nye | NRHP-Einträge im Nye County              | 53     |
| 14    | Pershing | NRHP-Einträge im Pershing County         | 9      |
| 15    | Storey | NRHP-Einträge im Storey County           | 12     |
| 16    | Washoe | NRHP-Einträge im Washoe County           | 81     |
| 17    | White Pine | NRHP-Einträge im White Pine County       | 20     |
| Summe | Summe | Summe                                    | 376 1  |